# Brenner Tóbiás
Brenner Tóbiás (Szentgotthárd, 1850. december 27. – Szombathely, 1919. május 24.) magyar jogász, Szombathely  főjegyzője, majd polgármestere.

## Életpályája
A szombathelyi premontrei gimnáziumban érettségizett 1869-ben, majd a bécsi egyetemen jogot tanult, végül 1872-ben  a pesti egyetemen fejezte be tanulmányait.
dr. Eredics Ferenc irodájában kezdte ügyvédi pályáját.
1885-ben lett Szombathely főjegyzője, majd 1898-ban tanácsnoka. Főként a városszépítési munkák terén segítette Szombathely  fejlődését Éhen Gyula polgármestersége idején. 1887. május 29-én nősült meg Jákon: felesége Kaiser Karolina lett. A házasságukból tíz gyermek származott. 1902-től nyugdíjba vonulásáig (1914) ő volt Szombathely város polgármestere. Nem csupán a város pénzügyeinek  rendezése fűződik a nevéhez, hanem számos fejlesztés is, így  például a KIOSZK a Szent István parkban (1905), a népfürdő a Perint patakon (1906), a Zrínyi Ilona utcai népiskola (1910), a Vas vármegyei Múzeum, (a mai Savaria Múzeum, 1908), a Gyermekmenhely (1908), a Domonkos rendi nővérek (1907) és a Karmelita nővérek zárdája (1907) vagy a Vakok Intézete (1910), de például a Szily-szobor felállítatása is (1909).

## Emlékezete
- Róla nevezték el Szombathelyen a belső körút Jókai Mór utca és Szent Flórián körút közötti szakaszát. (Brenner Tóbiás körút).
- Parkot neveztek el róla.
- Zrínyi u. 5. alatti lakóháza helyi védelem alatt áll.[1]

## Díjai, elismerései
- Szombathely díszpolgára (1914)